# Zomer (André Hazes)
Zomer is een lied van de Nederlandse zanger André Hazes. Het werd in 1991 als single uitgebracht en stond in hetzelfde jaar als achtste track op het album Samen.

## Achtergrond
Zomer is geschreven door André Hazes, Elmer Veerhoff, Aart Mol, Erwin van Prehn, Cees Bergman en Geertjan Hessing en geproduceerd door John van de Ven en Jacques Verburgt. Het is een nummer dat past in het genre levenspop, waarin de artiest zingt over het seizoen zomer. Hij beschrijft hierin het vrije en vrolijke gevoel die de zomer aan hem geeft. Het lied werd op single uitgebracht met Ik ben ze kwijt op de B-kant, met Hazes, Van de Ven en Hans Tiger Smits als liedschrijvers en dezelfde producers als Zomer.

### Hitnoteringen
De zanger had succes met het lied in de hitlijsten van Nederland.  Het piekte op de vijfde plaats van de Nationale Top 100 en stond dertien weken in deze hitlijst. Het kwam tot de achtste positie van de Nationale Hitparade en was hier negen weken in te vinden.

## Cover
Het lied werd in 2024 gecoverd door Kris Kross Amsterdam, Donnie en Tino Martin onder de titel Zomer in m'n bol. Voor het refrein werden de vocalen van Hazes van de originele versie gebruikt en het was het anthem van Holland zingt Hazes van dat jaar. In tegenstelling tot het origineel werd deze versie geen grote hit. In de Single Top 100 stond het slechts één week in de lijst op de 83e plek en de Top 40 werd niet eens bereikt; het kwam enkel tot de achtste plaats van de Tipparade.